# Bohumil Kubišta

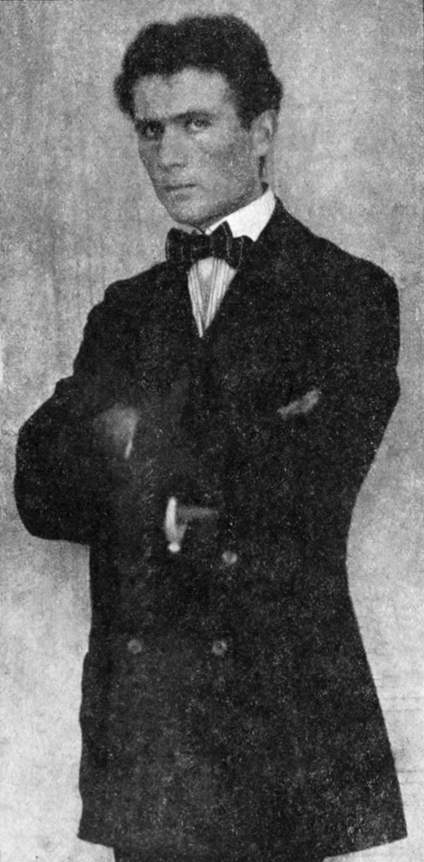
Bohumil Kubišta, 1911

Bohumil Kubišta (* 21. August 1884 in Wltschkowitz, Bezirk Königgrätz, Österreich-Ungarn; † 27. November 1918 in Prag, Tschechoslowakei) war ein tschechischer Maler.

## Leben
Nach dem Abschluss der Mittelschule 1903 studierte Bohumil Kubišta bis 1905 an der Prager Kunstgewerbeschule. Nach einem Studium in Florenz 1906–1907 kehrte er nach Prag zurück. Dort beteiligte er sich zum ersten Mal an einer Ausstellung. Zugleich schloss er sich der Gruppe „Osma“ (Die Acht) an. Nach einem Aufenthalt in Paris im Jahre 1910 war er in Prag an der Vorbereitung einer Ausstellung der „Skupina výtvarných umelcu“ (Gruppe bildender Künstler) beteiligt.
1911 besuchten die  Brücke-Mitglieder Ernst Ludwig Kirchner und Otto Mueller Bohumil Kubišta in Prag. Im August des gleichen Jahres schloss sich Kubišta der Künstlergruppe „Brücke“ an. Ebenfalls 1911 beteiligte er sich an der Ausstellung der Neuen Secession in Berlin und 1912 an der Ausstellung des Sonderbundes in Köln. 
Im Ersten Weltkrieg diente er unter anderem in Pula, Wien, Jaroměř, Ljubljana und der Slowakei. Kubišta starb an den Folgen der Spanischen Grippe.

## Bilder

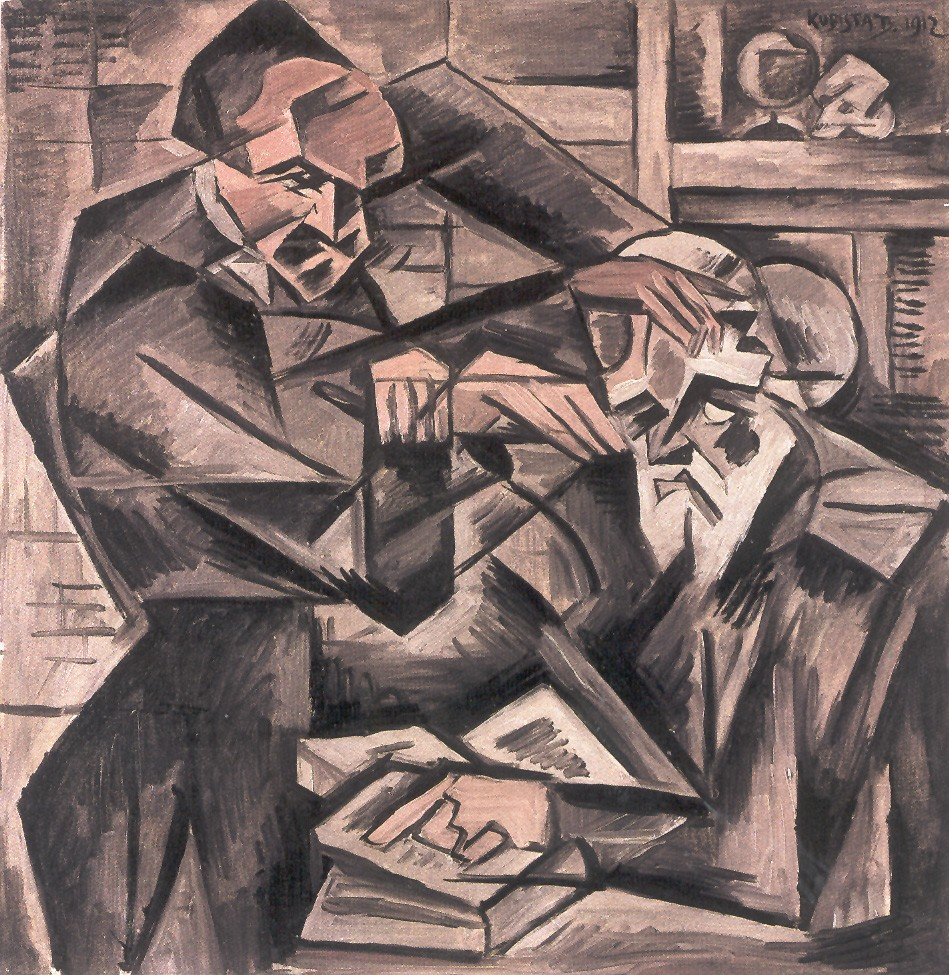
Der Hypnotiseur
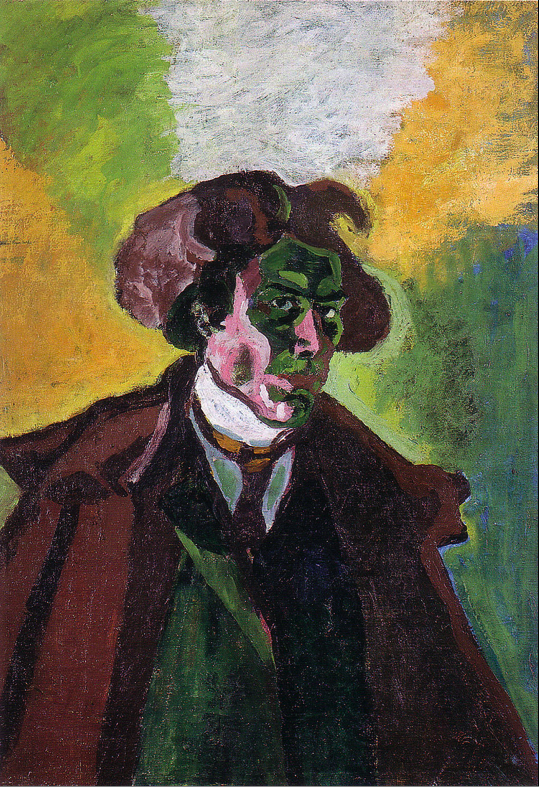
Selbstporträt (1908)
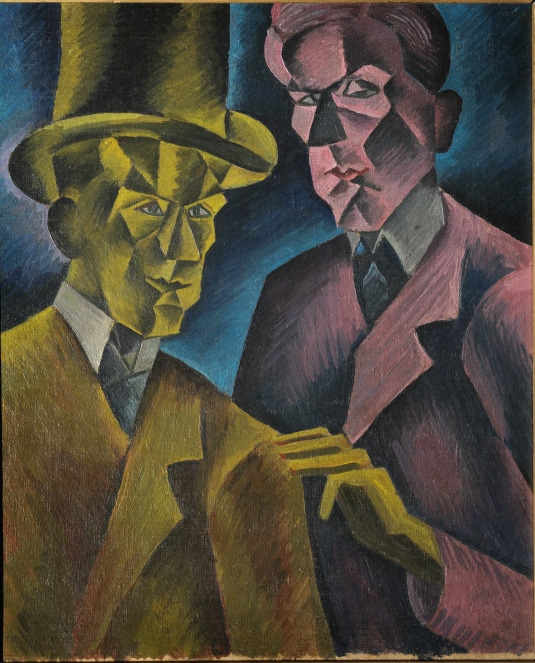
Der Doppelgänger (1911)
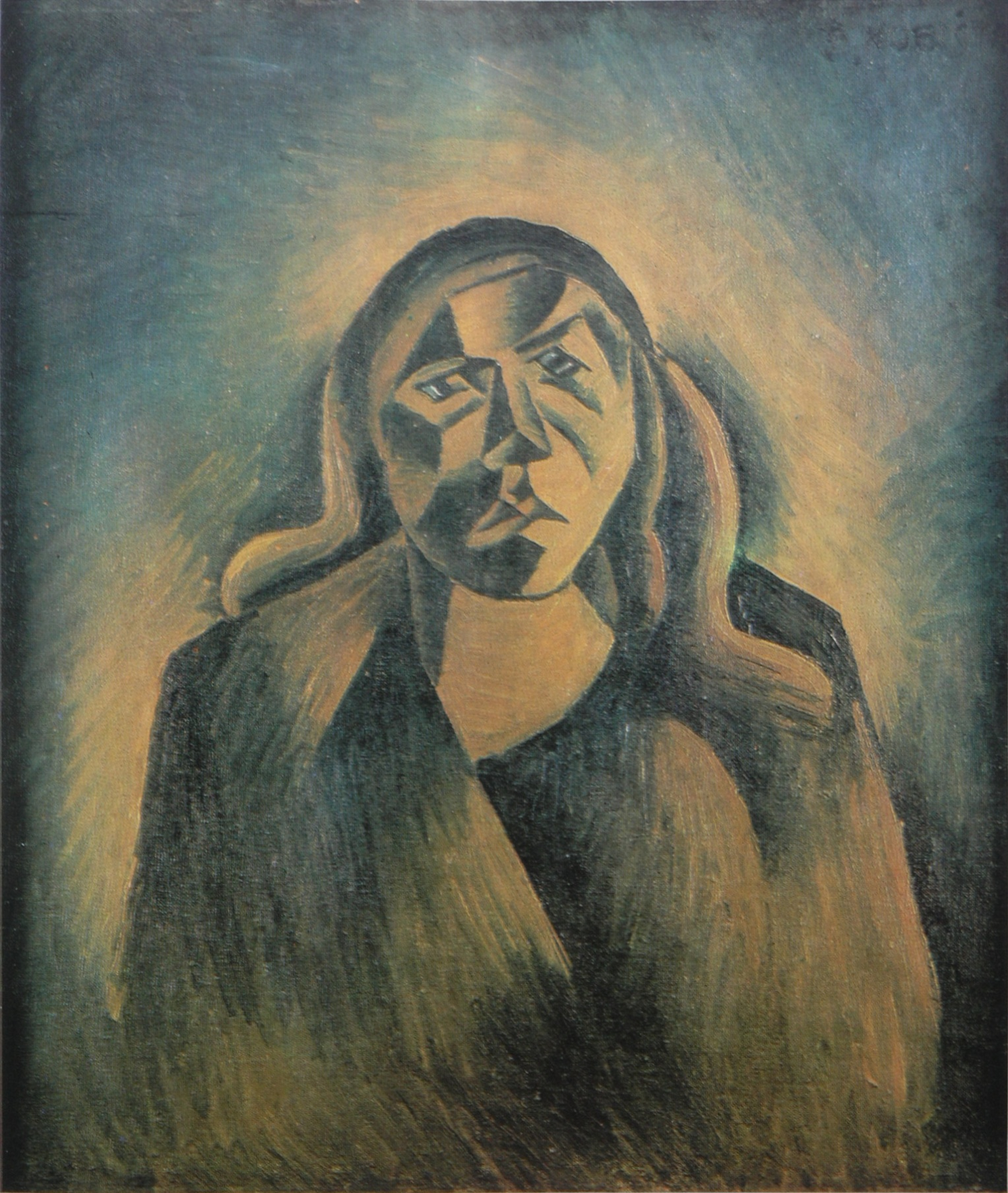
Epileptische Frau (1912)
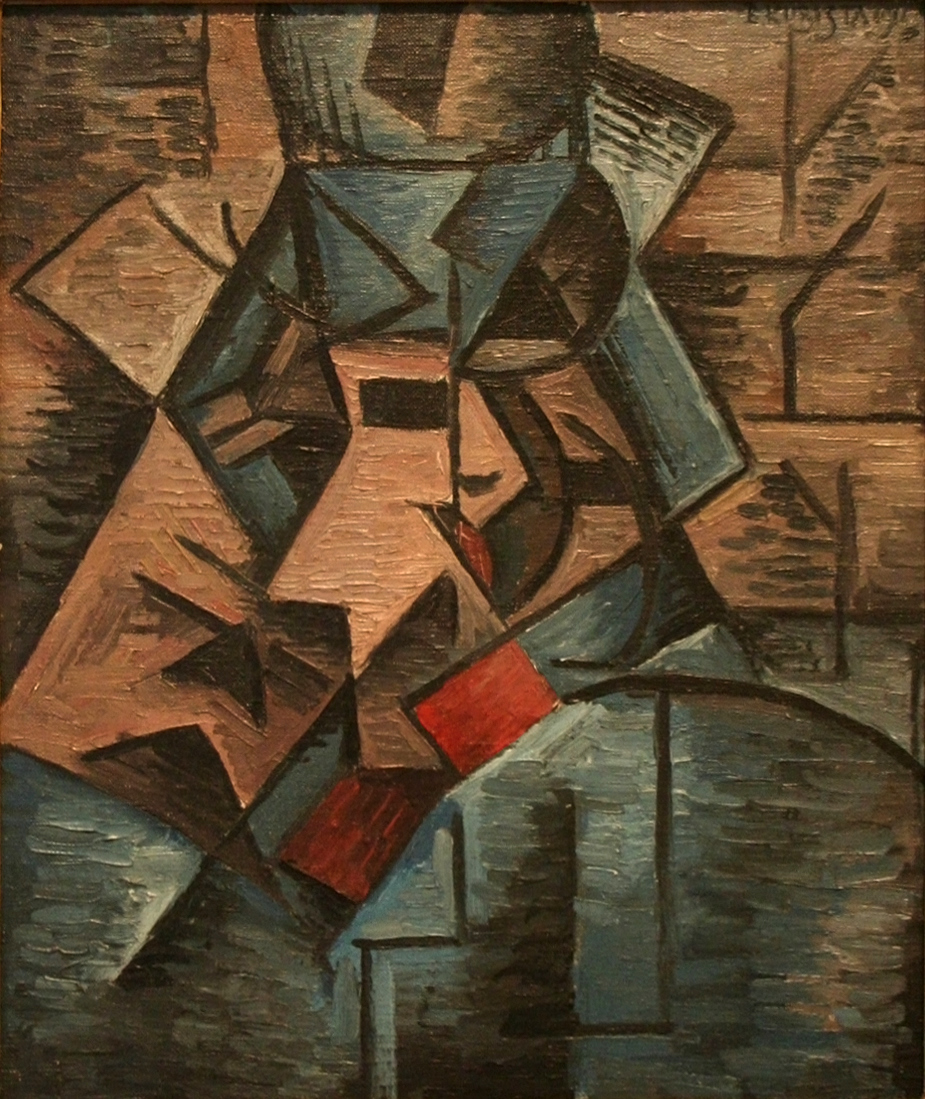
Soldat (1912)
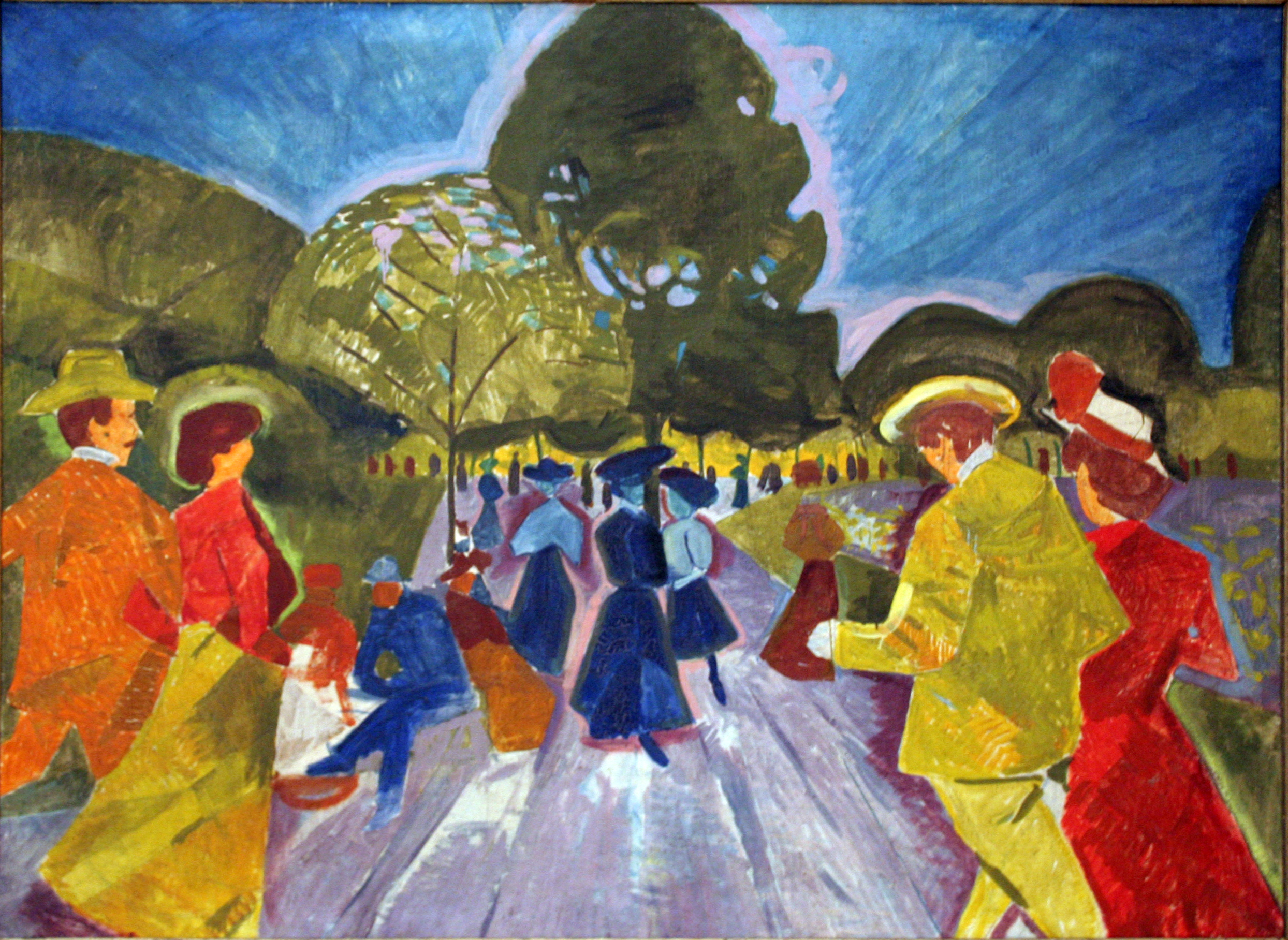
Promenade in den Rieger Gärten
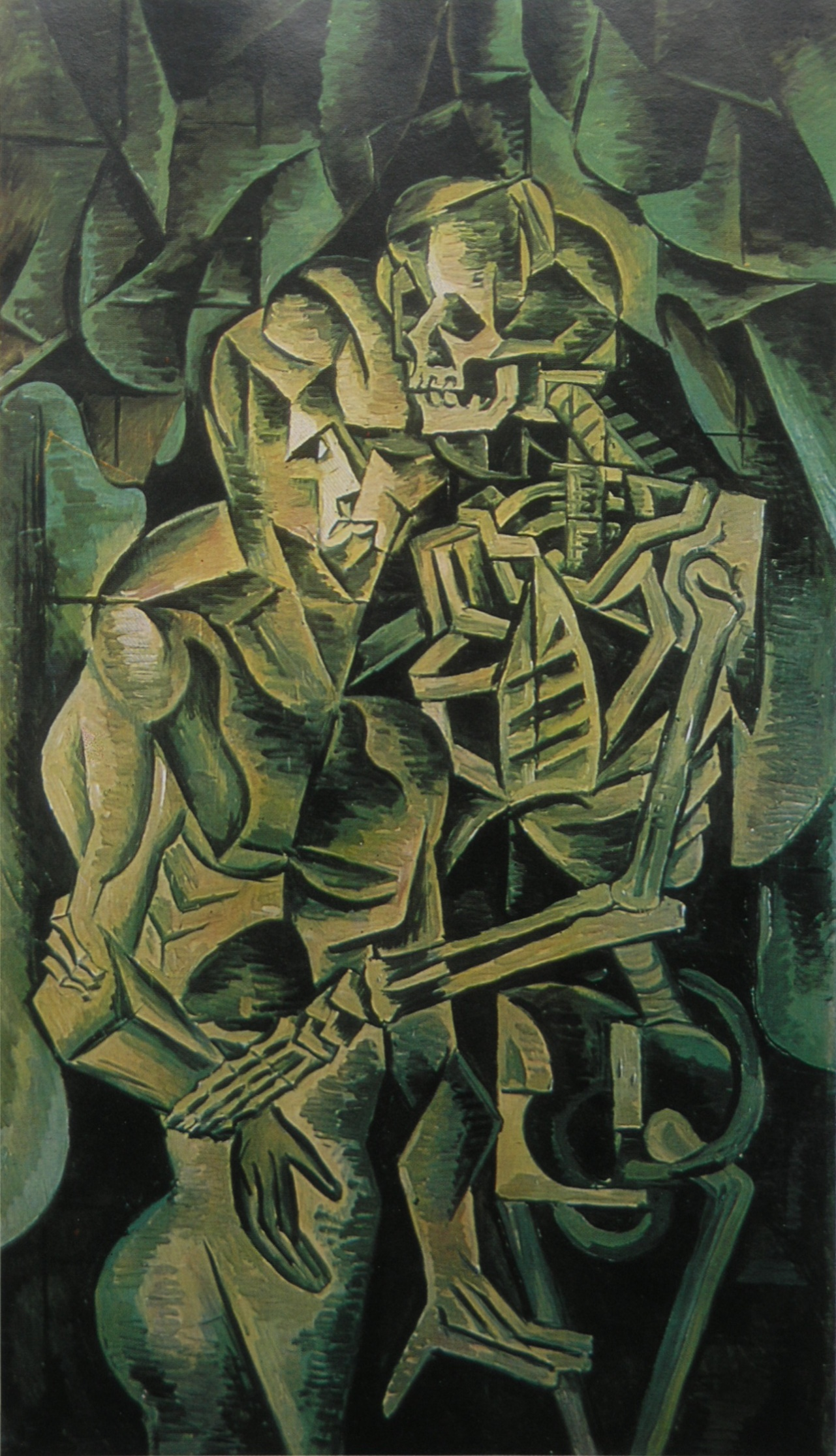
Kuss des Todes (1912)
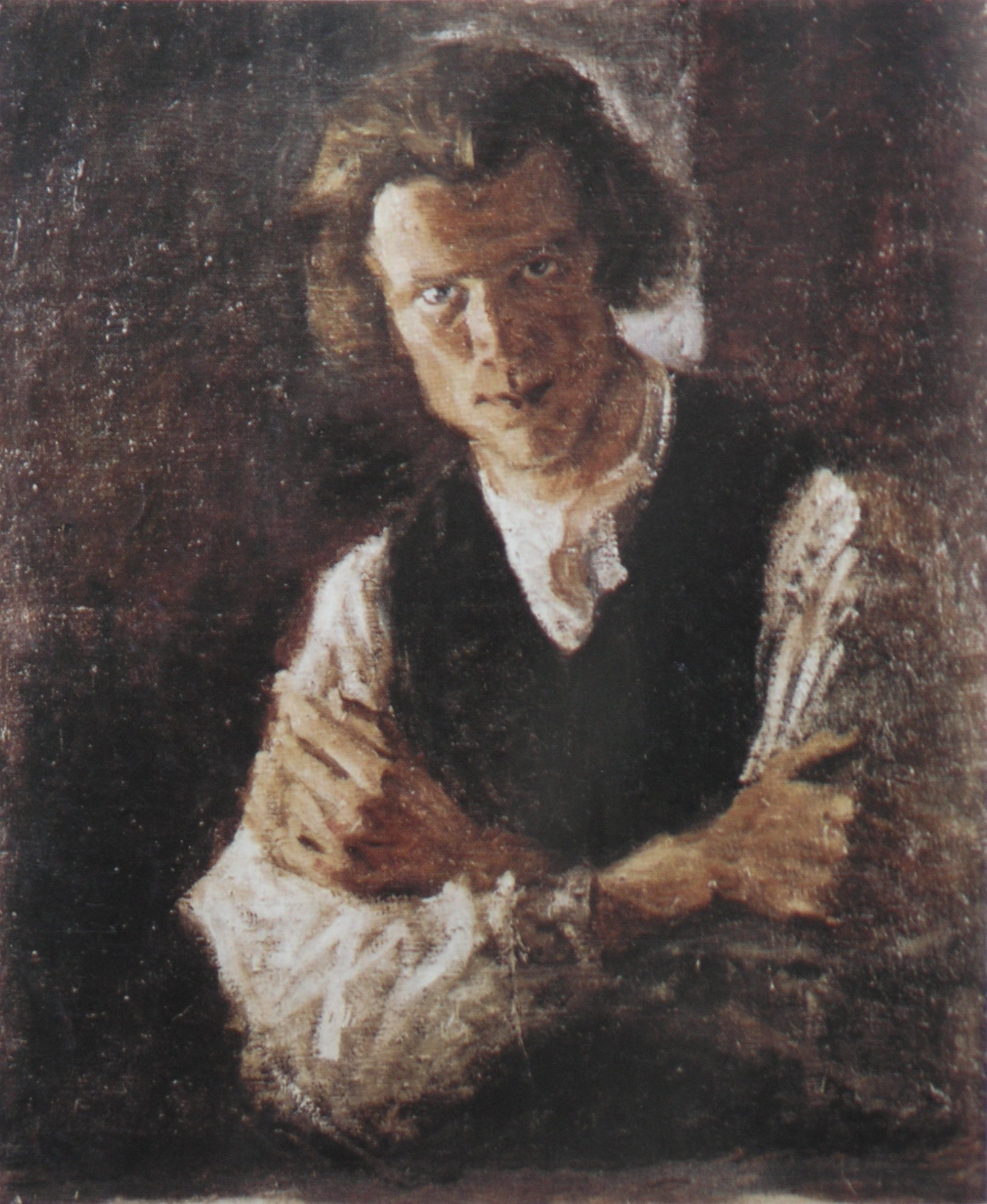
Selbstporträt mit verschränkten Armen (1904–05)
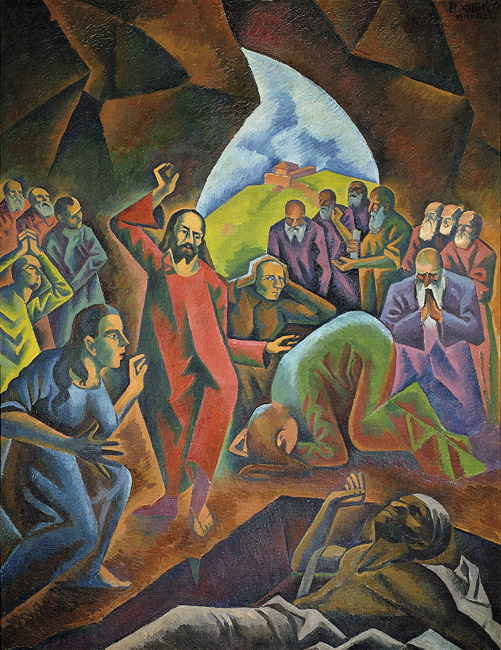
Die Auferstehung des Lazarus
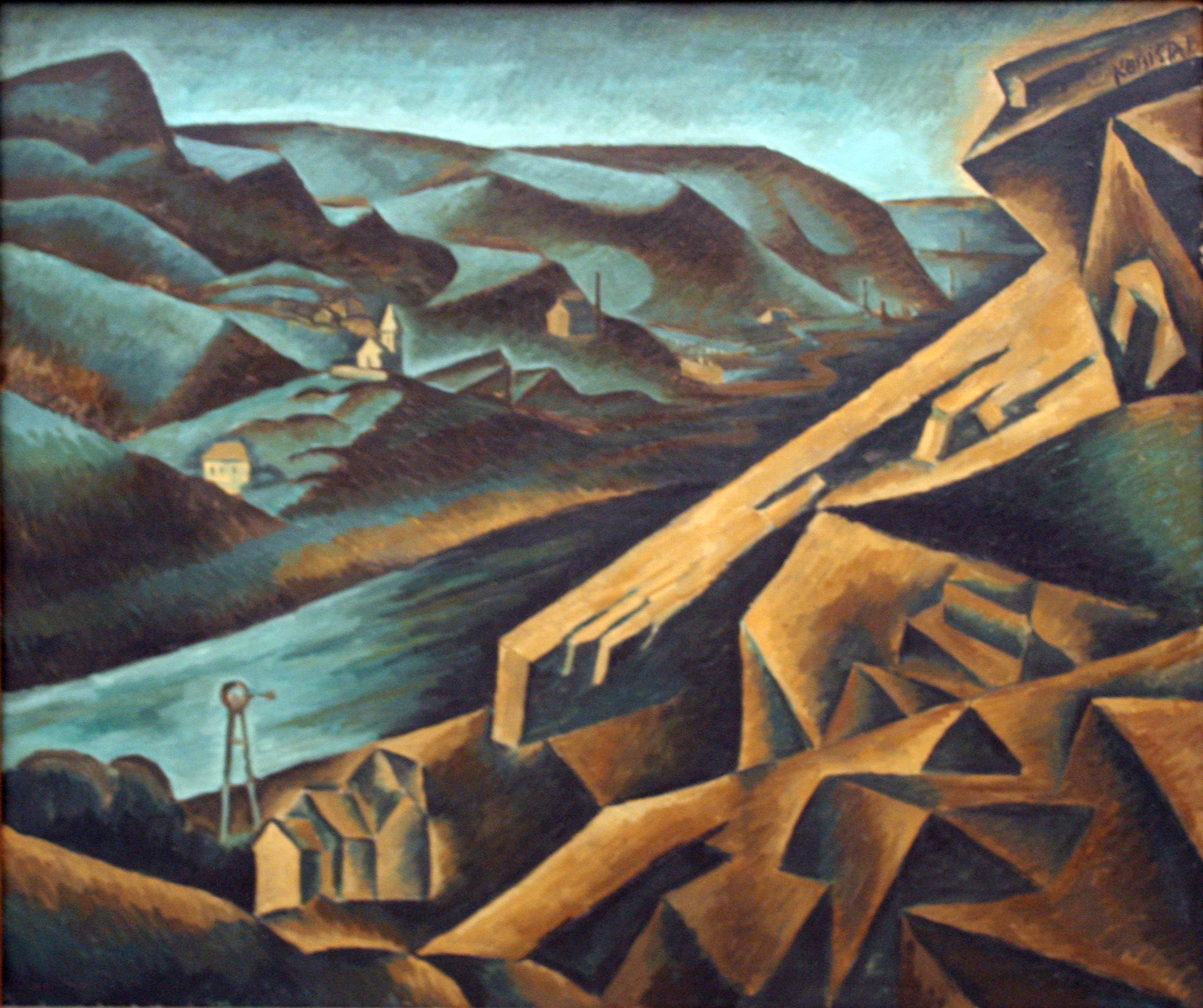
Blick auf die Zementfabrik in Braník
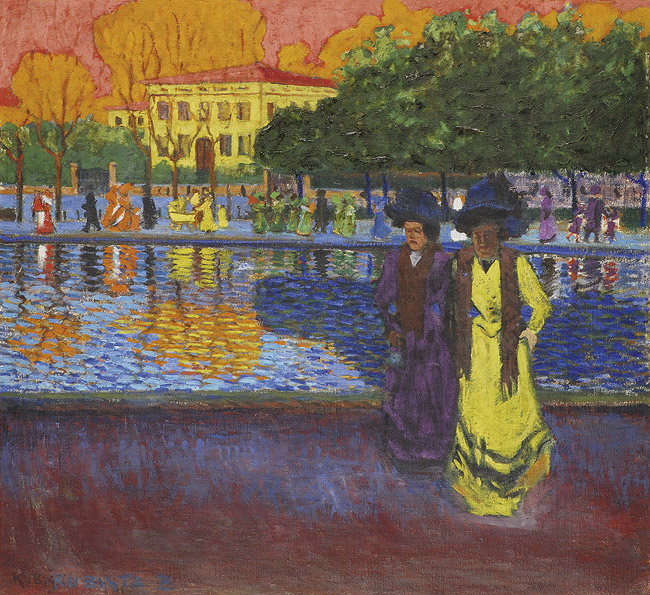
Spaziergang am Arno
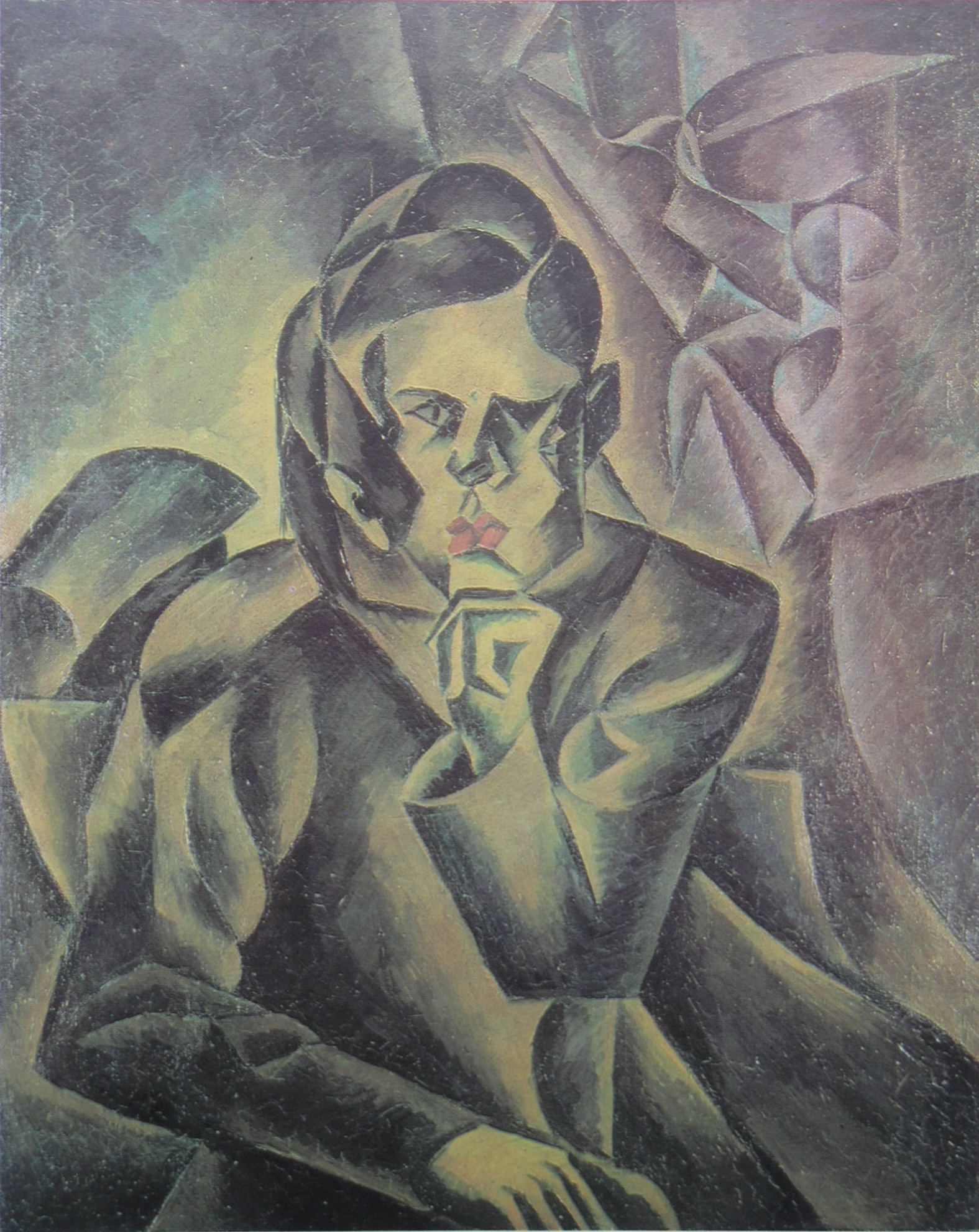
Jan Zrzavý (1912)